# جايمي بونيلا فالديز
جايمي بونيلا فالديز (بالإسبانية: Jaime Bonilla Valdez)‏ هو سياسي مكسيكي، ولد في 9 يونيو 1950 في تيخوانا في المكسيك. حزبياً، نشط في Labor Party (Mexico) ‏. وقد انتخب عضو مجلس النواب المكسيك.